# Matt Jordan
Matt Jordan (Aurora, 13 ottobre 1975) è un ex calciatore statunitense, di ruolo portiere.

## Palmarès

### Club
- Canadian Championship: 1

Montreal Impact: 2008

### Individuale
- Premio MVP del Canadian Championship: 1

2008